# Лёгкие металлоконструкции
Лёгкие металлоконструкции (сокр. ЛМК) — здания, сооружения с большими пролётами, в которых ограждения выполнены с использованием тонколистового профилированного металла и облегчённого синтетического утеплителя, например, сэндвич-панели.

## Преимущества
Наряду с использованием в каркасе здания эффективных профилей из стали повышенной прочности, позволяют снизить расход металла в 1.5-2 раза, а общую массу здания в 3-4 раза по сравнению с традиционными конструкциями, что способствует снижению трудозатрат в 1.3-1.5 раза. Характерным для этих конструкций является их комплексная поставка на строительную площадку, то есть поставка несущих и ограждающих конструкций, а в ряде случаев и технологического оборудования, что позволяет сдавать заказчику здание «под ключ». Элементы конструкций соединяются исключительно при помощи болтовых соединений. Для того чтобы исключить ошибки или неточности в монтаже, на заводе — изготовителе проводится ряд мероприятий, направленных на достижение высокого качества и надёжности лёгких металлоконструкций.
Здания из лёгких металлоконструкций имеют ряд преимуществ перед сооружениями, построенными с использованием традиционных материалов. Например, срок монтажа здания из ЛМК примерно в 2 раза меньше, чем возведение такого же здания по традиционной методике, следовательно, финансовые затраты сокращаются на 25-30 %, за счёт снижения себестоимости строительства нулевого цикла; с использованием ЛМК можно создавать более сложные архитектурные решения и др.
Можно условно разделить все преимущества зданий из лёгких металлических конструкций на две группы:
Эксплуатация сооружения
- Прочность и долговечность
- Пожаробезопасность
- Сейсмостойкость
- Минимальные тепловые потери
- Экологичность
- Низкие затраты на эксплуатацию
- Широкие архитектурные возможности

Фаза строительства
- Низкая стоимость материалов
- Экономия на фундаменте
- Быстрота и удобство сборки
- Отсутствие усадки
- Точность исполнения
- Всепогодность строительства из-за отсутствия «мокрых процессов»
- Простота сборки

## Сооружения на основе лёгких металлоконструкций
- Хрустальный дворец
- Лондонский королевский Альберт-Холл искусств и наук
- Эйфелева башня
- Turning Torso
- Город искусств и наук
- Тайбэй 101
- и другие.